# Yongding, Zhangjiajie
Yongding är ett stadsdistrikt och säte för stadsfullmäktige i Zhangjiajies stad på prefekturnivå i Hunan-provinsen i södra Kina. Det ligger omkring 260 kilometer nordväst om provinshuvudstaden Changsha.
1. ↑  http://www.geohive.com/cntry/CN-43_ext.aspx